# 1947年のラジオ (日本)
1947年のラジオ (日本)では、1947年の日本のラジオ番組、その他ラジオ界の動向について記す。

## 主なその他ラジオ関連の出来事
- 3月20日 - NHKが小倉でラジオ第2放送を開始。
- 8月21日 - NHKが金沢でラジオ第2放送を開始。

## 開始番組

### 1947年2月放送開始
NHKラジオ第1放送
- 12日 - ラジオ実験室[1]

### 1947年3月放送開始
NHKラジオ第1放送
- 1日
  - 配給だより[1]
  - 思い出のアルバム[1]

### 1947年5月放送開始
NHKラジオ第1放送
- 3日 - 世相録音[1]

### 1947年7月放送開始
NHKラジオ第1放送
- 1日 - 連続放送劇 向う三軒両隣り[2][3]
- 4日 - 引揚者の時間[2]
- 5日 - 連続放送劇 鐘の鳴る丘[2]
- 14日 
  - 主婦日記[2]
  - 皆さんの健康[2]

### 1947年9月放送開始
NHKラジオ第1放送
- 月内 - 国会討論会

### 1947年10月放送開始
NHKラジオ第1放送
- 3日 - ことばの研究室[2]
- 4日 -  土曜コンサート[2]
- 12日 
  - 日曜娯楽版[2]
  - 自由人の声[2]
- 17日 - 世界の音楽[2]

NHKラジオ第2放送
- 4日 - 世界の名作[2]

### 1947年11月放送開始
NHKラジオ第1放送
- 1日 - 二十の扉[2]
- 7日 - 邦楽名曲選[2]

### 1947年12月放送開始
NHKラジオ第1放送
- 8日 - 明日の食糧[2]

## 終了番組

### 1947年8月放送終了
NHKラジオ第1放送
- 31日 - ラジオ体操※のち1951年に再開[4]。